# Legendary (jeu vidéo)
Pour les articles homonymes, voir Legendary.
 (juin 2019).
Si vous disposez d'ouvrages ou d'articles de référence ou si vous connaissez des sites web de qualité traitant du thème abordé ici, merci de compléter l'article en donnant les références utiles à sa vérifiabilité et en les liant à la section « Notes et références ».
Legendary (anciennement Legendary: The Box) est un jeu vidéo de tir à la première personne sorti en 2008 sur PC, Xbox 360 et PlayStation 3. Développé par Spark Unlimited, Legendary utilise pour toile de fond le mythe de Pandore : des créatures fantastiques (minotaures, griffons…) envahissent New York à la suite de l'ouverture d'une mystérieuse boîte par Charles Deckard, le héros de l'histoire.

## Synopsis
La boîte de Pandore. L'un des mythes les plus célèbres de l'Histoire. Il est dit que Zeus offrit cette boîte à Pandore avec instruction de ne pas l'ouvrir. Mais sa curiosité fut la plus forte et elle l'ouvrit, libérant tous les malheurs de l'Humanité.
Dans la réalité, la Boîte de Pandore est un artéfact qui envoya les prédateurs de l'homme, devenus créatures de légende, tels les loups-garous, les griffons ou encore les minotaures, dans une autre dimension les chassant de notre monde. Son pouvoir engendra des convoitises, et partant, certaines des plus grandes guerres de l'Antiquité, jusqu'à ce qu'une société secrète, le Conseil des 98, cacha l'artéfact aux yeux du monde. Au fil des siècles, la Boîte de Pandore tomba dans l'oubli. Même le Conseil en perdit toute trace.
Ce n'est qu'au début du XXIe siècle qu'une équipe archéologique tomba sur une étrange antiquité. Elle fut envoyée au musée de New York pour étude. La nouvelle de sa découverte passa quasiment inaperçu, mais elle attira l'attention d'un riche homme d'affaires, Ormond LeFey, qui, reconnaissant la Boîte de Pandore, engagea Charles Deckard, un voleur, afin de ramener son « contenu ». Deckard fut accompagné par Vivian Kane pour ce vol.
Seulement, lorsqu'il voulut récupérer le « contenu » de l'artéfact, il ramena toutes les créatures légendaires dans notre réalité, conformément au plan d'Ormond LeFey, plongeant la ville de New York, puis le Monde, dans le chaos. Deckard devra s'allier avec les membres du Conseil des 98, qui a persisté à travers les âges, afin de sauver ce qui peut encore l'être…

## Personnages
- Charles Deckard: Personnage incarné par le joueur et voleur réputé, Deckard est capable de soustraire n'importe quelle œuvre d'art de tout lieu sécurisé (même le Pentagone) pour peu que l'on y mette le prix, sans compter que ses talents pour le maniement des armes et l’électronique lui confère également un atout. C'est lui qui ouvrit la Boîte de Pandore, ramenant les créatures mythiques dans notre réalité.
- Vivian Kane: Officiellement secrétaire de LeFey, Vivian est en réalité un redoutable agent de l'Ordre de Pandore. Elle accompagna Deckard lors du vol du musée de New York, mais ignore tout des intentions de LeFey. Traquée par les soldats de l'Ordre, comme Deckard, elle contactera le Conseil des 98 afin d’obtenir leur protection en échange de ses informations sur son ancien employeur.
- Ormond LeFey: Grand Maître de l'Ordre de Pandore, LeFey fut l'employeur de Deckard et de Vivian ainsi que le commanditaire du vol du musée. Mais l'objectif de ce vol fut tout autre que celui qu'il donna: en réalité, LeFey veut prendre le contrôle des créatures libérées afin d'asservir l'Humanité.
- Lexington White Deer : Le Commandant Lexington est l'un des principaux agents du Conseil des 98. Ennemi juré de Vivian Kane, il accepta néanmoins son aide en échange de sa protection. Il dirige les opérations du Conseil sur le terrain.
- Conseil des 98 : L'organisation qui cacha la boîte de Pandore afin de protéger l'Humanité. Un schisme en son sein quant à l'utilisation de l'artéfact donna naissance à l'Ordre de Pandore. Son quartier général est situé sous le Parlement du Royaume-Uni.
- Ordre de Pandore : Cette organisation résulte d'un schisme du Conseil de 98 quant à l'utilisation de l'artéfact connu sous le nom de "boîte de Pandore". Alors que le Conseil veut la maintenir caché, voire la détruire afin de protéger l'espèce humaine, l'Ordre veut utiliser son pouvoir pour asservir l'Humanité. Son QG est situé à New York et elle a un laboratoire clandestin dans la campagne anglaise.
- NYPD: La Police de New-York est chargée d'assurer la sécurité des habitants de New-York. En première ligne face à l'attaque initiale des créatures libérées de la boîte de Pandore, elle n'aura pas les moyens de faire face à cette invasion et sera rapidement totalement décimée.

## Le Sceau de Pandore
Le Sceau de Pandore, est la marque qui est apparue sur le bras gauche de Deckard lorsqu'il ouvrit la Boîte. Il lui permet d'absorber l'Animus Vitae, l'énergie vitale des créatures tuées, et de s'en servir pour se régénérer. Il lui permet également de repousser les créatures, les désorientant brièvement, d'envoyer valdinguer certains obstacles ou d'alimenter certaines machines en énergie.

## Créatures
- Firedrake: Créature née du feu, le Firedrake est à l'origine de toutes les légendes du dragon. Elle peut cracher des boules de feu et des flammes. Son point faible est l'eau, la créature ne pouvant survivre au brusque changement de température qu'elle provoque.
- Loup-garou Limos: Créature à la faim insatiable, le loup-garou normal est une faramineuse machine à tuer. Rapide, agile, capable de grimper aux murs et aux plafonds ainsi que de lancer des objets à la figure, ce monstre à la capacité de se régénérer, mais ne survit pas à une décapitation.
- Loup-Garou Alpha: Version supérieur du loup-garou Limos, l'Alpha possède les mêmes caractéristiques que son « cousin », et doit être lui aussi décapité pour s'assurer de sa mort.
- Araignée de Sang: Cette créature, aussi appelé "Fille de Tsuchigumo" est répartie en deux sous-espèce: 
  - La Reine ressemble à un gros sac gluant. Dès qu'elle perçoit une présence à proximité, elle libère plusieurs larves. Une fois morte, elle libère les larves restantes.
  - Les Larves ressemblent à des araignées géantes rouges. Elles se jettent sur leur proie et lui sucnte le sang. Une décharge d'Animus suffit à les tuer.
- Nari: Mélange monstrueux entre un oiseau et une tête d'enfant, cette créature est capable de devenir immatérielle et de passer ainsi à travers les murs ou de posséder des objets. Elle émet des cris d'enfants afin de leurrer ses proies. Elle est vulnérable sous sa forme matérielle, qu'elle est obligée d'adopter afin d'attaquer. Une décharge d'Animus, les rend matérielle tout en les désorientant.
- Tentacules d'Échidna: tentacules attrapant ses proies pour nourrir le corps central. Vulnérables à toute attaque.
- Golem: Gigantesque monstre composé de débris, le Golem fait la taille d'un immeuble. Rassemblant les débris grâce à une sorte de champ de force, une impulsion électromagnétique (IEM) signe son arrêt de mort.
- Kraken: Hideux monstre marin, le Kraken écrabouille ses victimes à l'aide de ses tentacules. Les yeux situés au bout de ses tentacules sont une faiblesse, mais seul des tirs direct dans la mâchoire lui sont fatal.
- Minotaure: Pire qu'un rhinocéros, le Minotaure est capable de foncer à travers n'importe quel blindage. Quasiment invincible de face (ce qui est dû à sa manie de charger), même à un tir direct d'artillerie lourde, il faut le dégommer par l'arrière pour le vaincre.
- Griffon: Prédateur aérien, le Griffon est beaucoup moins agile que le loup-garou, mais il est beaucoup plus puissant. Fondant rarement depuis les airs, le Griffon préfère se poser pour attaquer. S'il apprécie particulièrement la chair du loup-garou, le Griffon n'aura aucun remords à croquer un humain si besoin est. Les armes conventionnelles ayant une efficacité relativement limitée sur cette créature, il vaut mieux avoir un lance-roquette à portée de main en cas de rencontre surprise.

## Armes
La description des armes suit le schéma suivant : Arme (Munition dans l'arme/munition en réserve)
- Hache (-/-) : Que l'on soit à court de munition ou que l'on tombe nez à nez avec un loup-garou ou un Firedrake, la hache est l'arme de la situation. Mais elle n'est que peu efficace face à des créatures plus puissantes ou aux Naris.
- Pistolet H662 (15/105) : Ce pistolet semi-automatique est une arme de courte portée. Peu puissante, elle fait néanmoins l'affaire jusqu'à ce qu'on trouve mieux.
- Desert Eagle Cal. 50 (7/35) : Ce pistolet semi-automatique dispose de moins de munition mais a en contrepartie une puissance accrue. À noter que c'est l'une des seules armes réellement existantes qui soit présent dans le jeu.
- Mitraillette SMP-9 (50/450) : Cette arme automatique est très efficace contre les soldats de l'Ordre de Pandore. Elle dispose d'une cadence de tir très élevée, ce qui permet un nettoyage rapide d'une salle.
- Fusil à pompe Marauder 1010 (8/96) : Cette arme est l'arme idéale pour affronter les loups-garous. Un tir dans la tête à courte portée les décapite instantanément.
- Fusil d'assaut XT9-MU (30/300): Ce fusil d'assaut est ce qui se rapproche le plus d'un fusil de sniper. Sa lunette intégrée augmente considérablement sa précision et en fait l'arme parfaite pour éliminer de loin les soldats de l'Ordre.
- Mitrailleuse légère M249 (200/200) : Cette arme est particulièrement efficace pour contenir l'assaut d'une meute de loups-garous. Son manque relatif de précision est compensé par sa capacité à remplir l'air de balles. C'est aussi une arme qui existe vraiment dans la réalité.
- Lance-flammes X-F 451 (25/75) : Son nom étant une référence au roman Fahrenheit 451, ce lance-flammes est utilisé pour donner un coup d'arrêt aux soldats de l'ordre de Pandore.
- Lance-roquettes SLAAM-7 (1/3) : À l'exception d'un Minotaure de face ou d'un Golem, cette arme vous permettra de vous débarrasser de tous vos adversaires. Son système intégré de verrouillage est très pratique pour dégommer les Griffons en plein vol.
- Grenade M99-R (-/4) : Cette grenade à fragmentation projette en explosant un grand nombre de shrapnel, augmentant les dégâts provoqués. À utiliser comme dessert pour les loups-garous.
- Cocktail Molotov (-/4) : Grenade incendiaire artisanale, ce que le cocktail Molotov perd en puissance, il le gagne en durée, rôtissant vos ennemis à petit feu.

## Système de jeu
Le joueur contrôle Charles Deckard, un voleur professionnel. Il peut porter une hache pour le corps-à-corps et deux armes à feu, ainsi que quatre grenades à main et quatre cocktails Molotov.
En plus de ces armes, le joueur a accès aux capacités offerte par l'Animus Vitae, qu'il récolte en abattant les créatures. La quantité d'Animus récoltable dépend de la créature: plus elle est grosse, plus il y aura d'Animus. L'Animus à trois fonctions principales: soigner le joueur, désorienter brièvement les créatures et alimenter certains appareils en énergie. Le joueur ne peut en porter qu'une quantité limitée; s'il a été blessé et qu'il atteint le maximum de sa capacité, l'Animus excédentaire sera utilisée pour le soigner.
Enfin, le joueur peut interagir sur son environnement de manière limitée. Il peut s'agir par exemple d'ouvrir des vannes d'eau pour éteindre des incendies ou pour éliminer des Firedrakes, de court-circuiter des circuits électroniques, ou encore de libérer des créatures pour qu'elle assaillent l'ennemi. Outre ces possibilités, l'environnement regorge de PDA qui peuvent donner des astuces concernant l'équipement ou les ennemis.